# Bandar Jengka Pusat
Bundar Jengka Pusat – miasto w Malezji w stanie Pahang. W 2000 roku liczyło 10 864 mieszkańców.